# Mutsuhiro Watanabe
Pour les articles homonymes, voir Watanabe.
Mutsuhiro Watanabe (渡邊睦裕), surnommé The Bird (« L'oiseau »), né le 1er janvier 1918 et mort le 1er avril 2003, est un militaire japonais de l'armée impériale japonaise pendant la Seconde Guerre mondiale.

## Biographie
Watanabe étudia le français, qu'il parla couramment et la philosophie à l'université Waseda de Tokyo.
Il servit dans les camps japonais de prisonniers de guerre d'Ōmori, Naoetsu (aujourd'hui Jōetsu) et Mitsushima (en) (voir barrage d'Hiraoka).
Après la capitulation du Japon, les autorités américaines classèrent Watanabe comme un criminel de guerre pour les mauvais traitements infligés à ses prisonniers, mais il réussit à échapper aux arrestations et ne sera jamais jugé devant un tribunal.
Il fut notamment le geôlier du célèbre athlète olympique américain Louis Zamperini. Watanabe apparaît ainsi dans la biographie Unbroken: A World War II Story of Survival, Resilience, and Redemption (2010) de Laura Hillenbrand et son adaptation cinématographique Invincible (2014) d'Angelina Jolie. Dans ce dernier, Watanabe est interprété par le chanteur et guitariste Miyavi.